# Brane Ugrenovič
Brane Ugrenovič, slovenski kolesar.
Ugrenovič je nekdanji kolesar, ki je tekmoval za ekipo KD Krka. Osvojil je naslov državnega prvaka na jugoslovanskem državnem prvenstvu v cestni dirki leta 1985, v letih 1992 in 1994 naslov državnega podprvaka na slovenskem državnem prvenstvu v cestni dirki, leta 1995 pa naslov državnega podprvaka na slovenskem državnem prvenstvu kronometru.